# Єлена Румунська
Олена Румунська, також іменується Принцеса Румунська Олена (нар. 15 листопада 1950, Лозанна) — друга донька колишнього короля Румунії Михайла I та його дружини королеви Анни. Є родичкою багатьом монархічним родинам Європи, в тому числі є пра-пра-пра-правнучкою британської королеви Вікторії. В даний час вона є першою у списку спадкоємців на колишній румунському престолі та головує в палаті Румунії, після її старшої сестри Маргарити (якщо та помре не залишивши дітей). Займається громадською діяльністю, веде світське життя.

## Походження та навчання

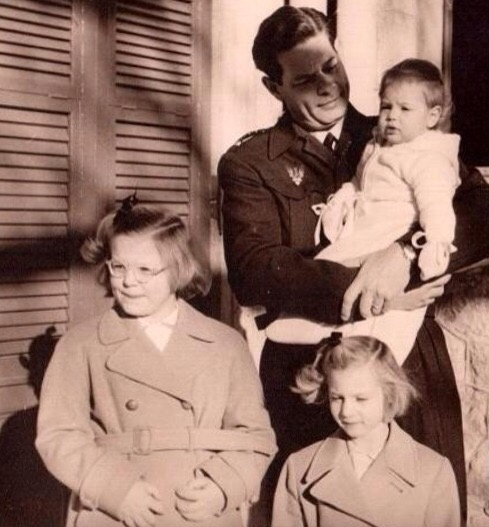
Принцеса Єлена (ліворуч) з двома молодшими сестрами, принцесами Іриною (праворуч) та Софі, яку тримає їх батько

Народилася Єлена Румунська 15 листопада 1950 року в Лозанні (Швейцарія), стала другою донькою в королівській родині, її сестра — кронпринцеса Румунії Маргарита. Єлена була хрещена в православній вірі, її хрещеними матерями були Олена Грецька і Данська, а також Марія Текська.
Дитинство Єлена провела в сімейних будинках в Лозанні та в Сполученому Королівстві в містечку Ayot St Lawrence графства Гартфордшир. Під час навчання в школі канікули зі своєю сестрою проводили у своєї бабусі Олени на віллі Sparta у Флоренції в Італії, а також в Данії з принцесою Маргаретою Данською і принцом Рене. Її батько розповідав «захоплюючі казки про батьківщину, яку вони не могли відвідати»…
Початкову освіту Єлена здобула в Швейцарії, потім продовжила навчання в Англії; в шкільні роки захоплювалася спортом.

## Кар'єра
У середині 1970-х років деякий час вона викладала в Лондоні дітям з інвалідністю, потім пройшла дворічний курс мистецтва реставрації, після чого працювала в лондонській реставраційної фірмі.
У 1980-х роках разом зі своїм першим чоловіком Єлена Румунська розпочали проєкт по навчанню 45 ефіопських біженців з інвалідністю різним ремеслам. У 1982 році Єлена заснувала Міжнародну школу в Ель-Гезірі у Судані.
У 1990 році разом зі своїм чоловіком стала засновницею і членом Північно-Східного фонду допомоги Румунії, який допомагав жертвам режиму Чаушеску.
26 червня 2011 року Єлена зі своїм другим чоловіком Александром Ніксоном відвідали коледж Queen Elizabeth Sixth Form College в Дарлінгтоні, графство Дарем, щоб вручити нагороди студентам, які добровільно вирушили до Румунії надавати допомогу з будівництва та ремонту житла в Брашові. 3 жовтня 2011 року вона взяла участь у святкуванні 100-ї річниці історичного подорожі Абдул-Баха до Лондона, як правнучка королеви Марії, яка перейшла на віру Абдул-Баха.
25 квітня 2012 року на святкуванні Діамантового ювілею Єлизавети II Єлена Румунська з чоловіком урочисто відкрили Royal teas — Королівську чайну кімнату в містечку Stanhope, графство Дарем. 19 травня 2019 року під час святкувань Єлена разом з королем Михайлом I, коронною принцесою Маргаретою, її зятем принцом Раду, чоловіком Александром Ніксоном та сином принцом Ніколасом відвідали військовий парад у Віндзорському великому парку та вечірку у Віндзорському замку, яку влаштовували принц Ендрю, герцог Йоркський та принц Едуард, граф Вессекс.
Єлена Румунська щорічно відвідує бенкет Guild of Freemen у Лондоні та відзначення Two Sicilian Sacred Military Constantinian Order of Saint George в Лондоні.

## У Румунії
Після 50 років вигнання румунської королівської родини з Румунії, в 1990 році сестри Єлени, крон-принцеса Маргарита та принцеси Софі, вперше відвідали Румунію після румунської революції та повалення комуністичного диктатора Ніколае Чаушеску в грудні 1989 року. Єлена разом із королівською родиною були залучені для допомоги румунам.
Вперше Єлена приїхала до Румунії 19 квітня 1992 року на Пасху разом з королем Міхаєм I, королевою Анною, її першим чоловіком Робіном Медфортом-Міллсом та її сином принцом Ніколасом, де їх зустріли сотні тисяч прихильників. Єлена та її син Ніколоас вітали румунів, розмахуючи Королівським прапором з балкона на площі Революції. Вдруге принцеса приїхала до Румунії на Різдво 1997 року.
З часу свого першого візиту Єлена періодично відвідувала Румунію для сімейних зібрань, а також з нагоди: святкування 60-го дня народження крон-принцеси Маргарети, святкування 90-го дня народження короля Михайла I. Починаючи з 2013 року Єлена активізувала свою діяльність в Румунії, відвідуючи церемонії інвеститури, вручаючи нагороди, з нагоди виходу книг та проведення різдвяних святкувань.
Єлена Румунська, головним чином, проживає або у Великій Британії (з чоловіком та донькою) у власному маєтку в Easington, графство Дарем, або в Румунії, де живе в Бухаресті у палаці Єлизавети.

## Нагороди
Нагороджена румунськими нагородами: орден Кароля I (Великий хрест), орден Корони Румунії (Великий хрест) і медаллю Custodele Coroanei Române.
Також має нагороди інших держав, в числі яких орден Франциска I (Великий хрест) і орден Князя Данила I (Великий хрест).

### Родина
20 липня 1983 року Єлена Румунська одружилась з доктором Робіном Медфортом-Міллсом (1942—2002) на цивільній церемонії в Даремі. 24 вересня 1983 року вони повінчалися на королівської церемонії у Грецькій Православній Церкві в Лозанні. У них народилося двоє дітей:
- Ніколас Медфорт-Міллс (нар. 1 квітня 1985 року[55]). Він одружився з Аліною Марією Біндер, румунською журналісткою, на цивільній церемонії 6 жовтня 2017 року в Хенлі-на-Темзі.[56] 30 вересня 2018 року подружжя повінчалось у церкві Святого Іллі на Сінаї, а вечірка відбулася в казино Сіная.[57]
- Елізабет Медфорт-Міллс (Elisabeta Karina de Roumanie Medforth-Mills, нар. 4 січня 1989 року),[58], хрещена дочка романістки Кетрін Куксон.[59] Вона друга у черзі на неіснуючий трон після матері.

Подружжя розлучилося 28 листопада 1991 року після 8 років шлюбу.
Вдруге Єлена Румунська одружилась з Александром Філіпсом Ніксоном Мактейром (нар. 1964) 14 серпня 1998 року на цивільній церемонії в місті Peterlee у графстві Дарем. Її чоловік є лицарем Священного Костянтинівського військового ордена Святого Георгія і має ряд румунських нагород. Відмовляється приймати будь-який королівський титул. Єлена та Александр обвінчалися у коронаційному соборі, Альба Юлія, у 2013 році.